# Acacia neumanniana
Acacia neumanniana är en ärtväxtart som beskrevs av Julius Friedrich Wilhelm Bosse. Acacia neumanniana ingår i släktet akacior, och familjen ärtväxter. Inga underarter finns listade i Catalogue of Life.